# Gmina Gnosjö
Gmina Gnosjö (szw. Gnosjö kommun) – gmina w Szwecji, w regionie Jönköping, siedzibą jej władz jest Gnosjö.
Pod względem zaludnienia Gnosjö jest 221. gminą w Szwecji. Zamieszkuje ją 9810 osób, z czego 49,15% to kobiety (4822) i 50,85% to mężczyźni (4988). W gminie zameldowanych jest 659 cudzoziemców. Na każdy kilometr kwadratowy przypada 23,25 mieszkańca. Pod względem wielkości gmina zajmuje 194. miejsce.
Gmina związana jest umową partnerską w Polsce z powiatem białogardzkim w województwie zachodniopomorskim.